# 卡尔·利伯曼
卡尔·狄奥多·利伯曼（德語：Carl Theodor Liebermann，也被译作李贝曼或李卜曼，1842年2月23日—1914年12月28日），德国化学家。
1842年，利伯曼出生于柏林，1861年起，在海德堡大学学习物理和化学，并于两学期后转入柏林大学学习化学，师从阿道夫·馮·拜爾，1865年取得博士学位。毕业后利伯曼在父亲的企业工作了一年，随后他打算继续学术研究，于是回到了导师拜耳的实验室，并在此认识了卡尔·格雷贝。
1868年，利伯曼同格雷贝以从煤焦油中提出的蒽为原料，第一次人工合成了茜素染料，并申请了专利。
1872年起，利伯曼成为柏林大学有机化学教授，1891年起兼任柏林工业大学教授。随后，1913年又在威廉皇帝学会化学研究所工作。他曾任德国化学会会长，1911年后为该会荣誉会员。
1914年，利伯曼在柏林去世，安葬于柏林湖的犹太人墓地。
他的堂兄是德国印象派代表画家马克思·利伯曼（Max Liebermann）。